# Micrathena
Genre
Synonymes
- Ildibaha Keyserling, 1892
- Chaetacis Simon, 1895
- Thaumastobella Mello-Leitão, 1945

Micrathena est un genre d'araignées aranéomorphes de la famille des Araneidae. Elles appartiennent à la sous-famille des Gasteracanthinae comme les Chaetacis et les Gasteracantha.

## Distribution
Les Micrathena se rencontrent en Amérique.
On dénombre au moins 25 espèces en Guyane française  (Taczanowski, 1873 ; Di Caporiacco, 1954 ; Lopez, 1994, 2000 et cette liste n'est probablement pas exhaustive.  Le genre est remplacé aux Antilles par Gasteracantha tetracantha.

## Description

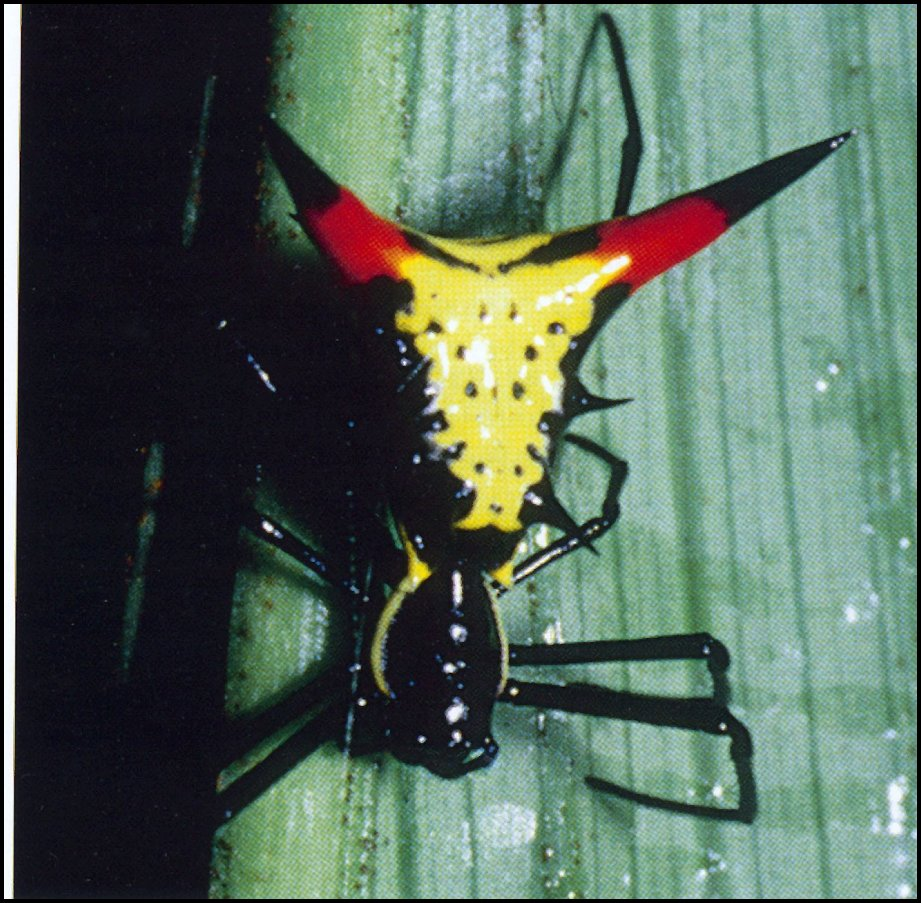
Micrathena schreibersi, femelle. Vue dorsale. Rorota, Rémire-Montjoly, Guyane.

Les deux espèces les plus remarquables de Guyane française sont Micrathena schreibersi, par ses couleurs très contrastées, et Micrathena cyanospina dont l'abdomen montre deux épines postérieures démesurées (hypertélie).

## Comportement
Les Micrathena sont des araignées forestières diurnes et ombrophiles. Les femelles tissent une toile géométrique orbiculaire, légèrement inclinée sur la verticale, à moyeu ouvert, comportant de nombreux radii et tours de spire (jusqu'à 40 chez Micrathena clypeata et M. scheibersi, ), sans retraite et ne montrant qu'exceptionnellement un bref stabilimentum diamétral (Micrathena gracilis et Micrathena sagittata des États-Unis, Micrathena sexspinosa de Guyane).
La femelle se tient en position inversée, suspendue au moyeu ouvert du centre de sa toile, la face dorsale de l'abdomen parallèle au sol, faisant un angle avec le plan incliné de l'orbe, et les pattes postérieures s'agrippant aux fils du pourtour de l'orifice. Comme l'a souligné Lévi (1978), ces pattes permettent à Micrathena d'assumer sa position inhabituelle sur l'orbe, de mieux tenir les fils et d'en contrôler la tension par leur longueur adaptative et une conformation des tarses un peu particulière. 
La capture des proies engluées par la spirale visqueuse ne serait pas précédée d'un enveloppement de soie :  Micrathena les maîtrise d'emblée par une morsure venimeuse et les emmaillote ensuite, ce qui semble être un comportement peu courant chez les Araneidae.
La biologie sexuelle n'a guère été étudiée que par les Robinson (1980) au Panama.

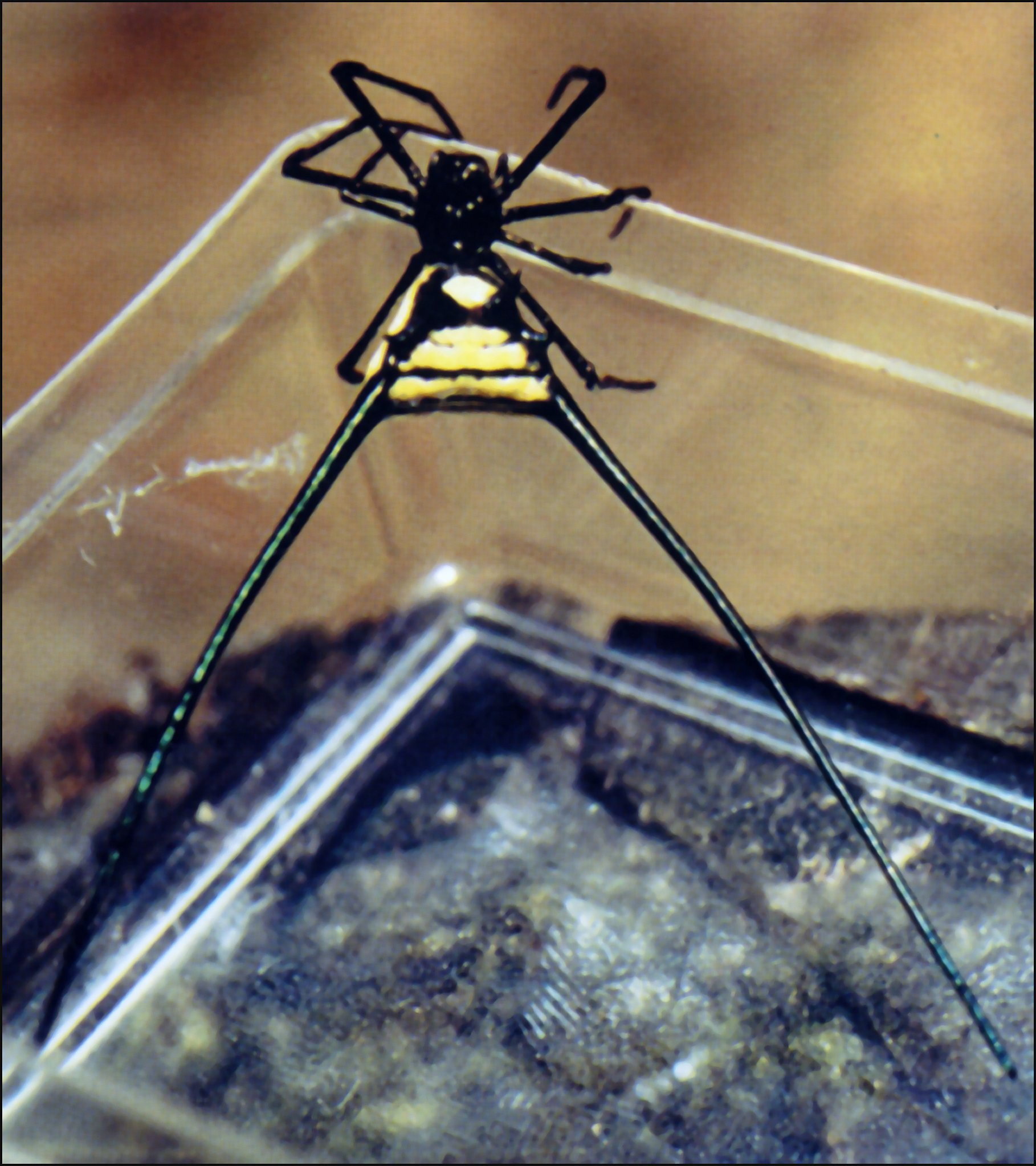
Micrathena cyanospina, femelle, vue dorsale, détail. Les Nouragues, Guyane.

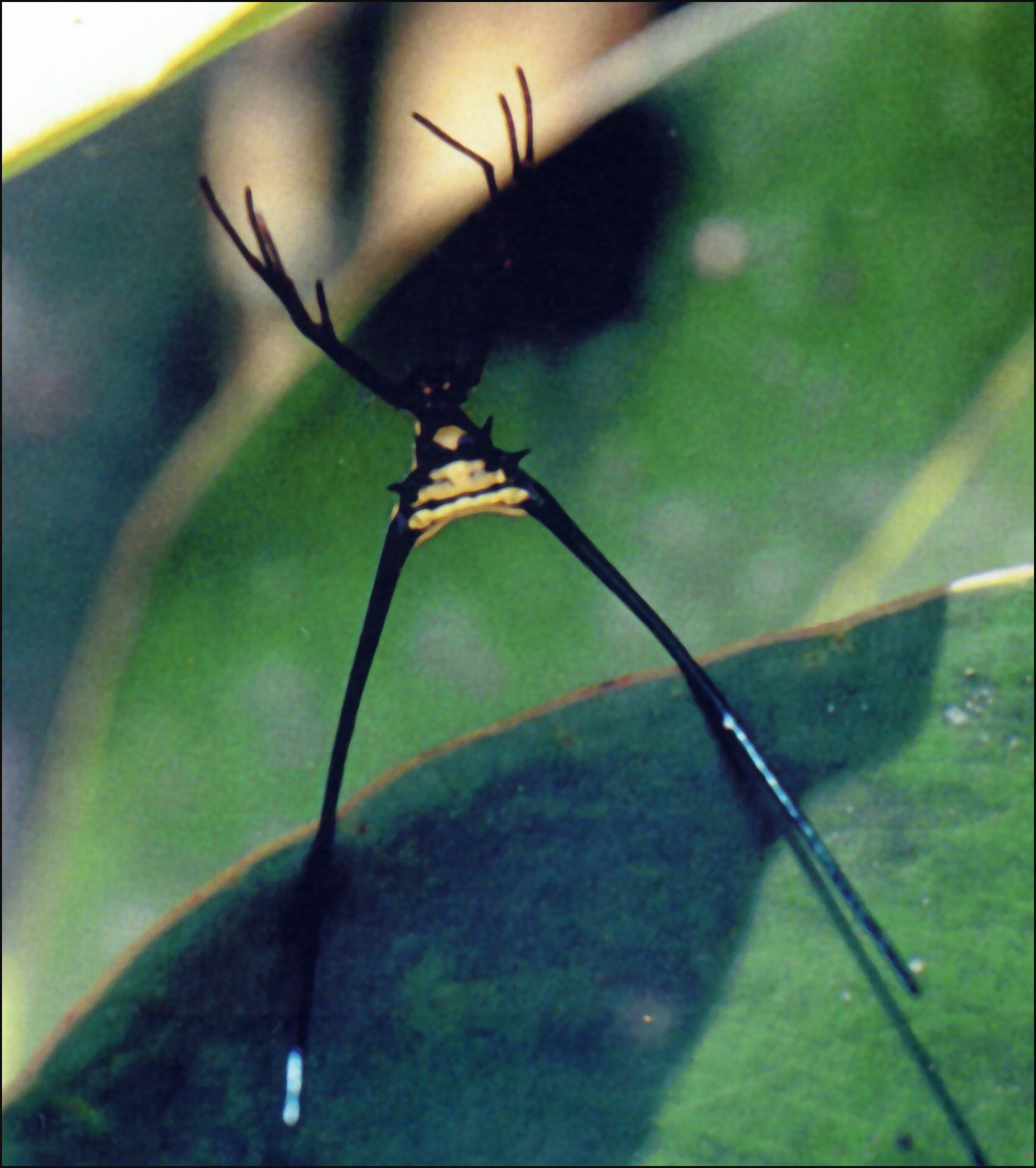
Micrathena cyanospina, femelle, vue dorsale en totalité. Les Nouragues, Guyane.

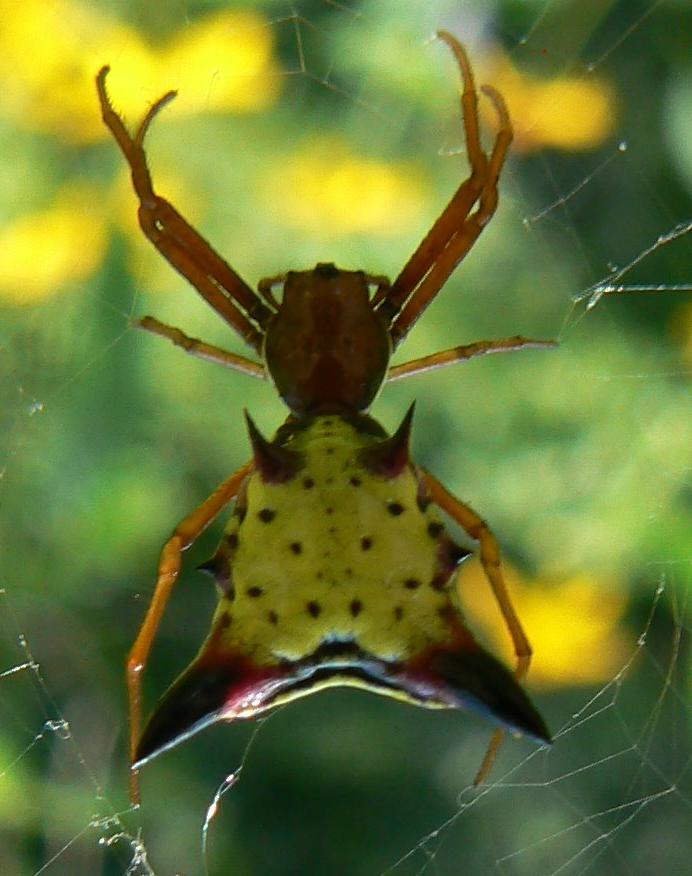
Micrathena sagittata

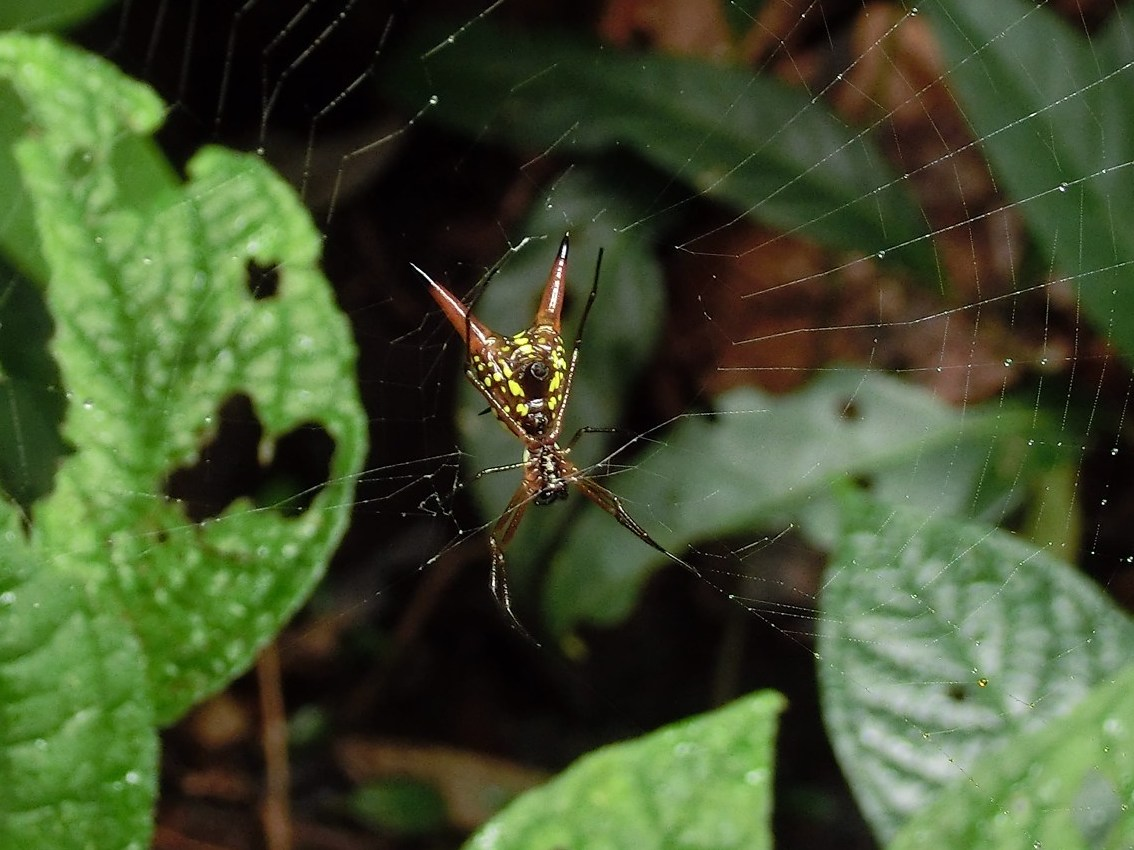
Micrathena

## Liste des espèces
Selon World Spider Catalog (version 19.0, 09/02/2018) :
- Micrathena abrahami (Mello-Leitão, 1948)
- Micrathena acuta (Walckenaer, 1841)
- Micrathena agriliformis (Taczanowski, 1879)
- Micrathena alvarengai Levi, 1985
- Micrathena anchicaya Levi, 1985
- Micrathena annulata Reimoser, 1917
- Micrathena armigera (C. L. Koch, 1837)
- Micrathena atuncela Levi, 1985
- Micrathena aureola (C. L. Koch, 1836)
- Micrathena balzapamba Levi, 1985
- Micrathena bananal Levi, 1985
- Micrathena bandeirante (Magalhães & Santos, 2011)
- Micrathena banksi Levi, 1985
- Micrathena beta Caporiacco, 1947
- Micrathena bicolor (Keyserling, 1864)
- Micrathena bifida (Taczanowski, 1879)
- Micrathena bimucronata (O. Pickard-Cambridge, 1899)
- Micrathena bogota Levi, 1985
- Micrathena brevipes (O. Pickard-Cambridge, 1890)
- Micrathena brevispina (Keyserling, 1864)
- Micrathena carimagua (Levi, 1985)
- Micrathena caurensis González-Sponga, 2009
- Micrathena clypeata (Walckenaer, 1805)
- Micrathena coca Levi, 1985
- Micrathena cornuta (Taczanowski, 1873)
- Micrathena coroico Levi, 1985
- Micrathena crassa (Keyserling, 1864)
- Micrathena crassispina (C. L. Koch, 1836)
- Micrathena cubana (Banks, 1909)
- Micrathena cucharas (Levi, 1985)
- Micrathena cyanospina (Lucas, 1835)
- Micrathena decorata Chickering, 1960
- Micrathena digitata (C. L. Koch, 1839)
- Micrathena donaldi Chickering, 1961
- Micrathena duodecimspinosa (O. Pickard-Cambridge, 1890)
- Micrathena elongata (Keyserling, 1864)
- Micrathena embira Levi, 1985
- Micrathena evansi Chickering, 1960
- Micrathena excavata (C. L. Koch, 1836)
- Micrathena exlinae Levi, 1985
- Micrathena fidelis (Banks, 1909)
- Micrathena fissispina (C. L. Koch, 1836)
- Micrathena flaveola (Perty, 1839)
- Micrathena forcipata (Thorell, 1859)
- Micrathena funebris (Marx, 1898)
- Micrathena furcata (Hahn, 1822)
- Micrathena furcula (O. Pickard-Cambridge, 1890)
- Micrathena furva (Keyserling, 1892)
- Micrathena gaujoni Simon, 1897
- Micrathena glyptogonoides Levi, 1985
- Micrathena gracilis (Walckenaer, 1805)
- Micrathena grandis González-Sponga, 2009
- Micrathena guayas Levi, 1985
- Micrathena guerini (Keyserling, 1864)
- Micrathena gurupi Levi, 1985
- Micrathena hamifera Simon, 1897
- Micrathena horrida (Taczanowski, 1873)
- Micrathena huanuco Levi, 1985
- Micrathena iguanensis González-Sponga, 2009
- Micrathena jundiai Levi, 1985
- Micrathena kirbyi (Perty, 1833)
- Micrathena kochalkai Levi, 1985
- Micrathena lata Chickering, 1960
- Micrathena lenca Levi, 1985
- Micrathena lepidoptera Mello-Leitão, 1941
- Micrathena lindenbergi Mello-Leitão, 1940
- Micrathena lucasi (Keyserling, 1864)
- Micrathena macfarlanei Chickering, 1961
- Micrathena margerita Levi, 1985
- Micrathena marta Levi, 1985
- Micrathena miles Simon, 1895
- Micrathena militaris (Fabricius, 1775)
- Micrathena mitrata (Hentz, 1850)
- Micrathena molesta Chickering, 1961
- Micrathena necopinata Chickering, 1960
- Micrathena nigrichelis Strand, 1908
- Micrathena osa (Levi, 1985)
- Micrathena parallela (O. Pickard-Cambridge, 1890)
- Micrathena patruelis (C. L. Koch, 1839)
- Micrathena peregrinatorum (Holmberg, 1883)
- Micrathena perfida Magalhães, Martins, Nogueira & Santos, 2017
- Micrathena petrunkevitchi Levi, 1985
- Micrathena pichincha Levi, 1985
- Micrathena picta (C. L. Koch, 1836)
- Micrathena pilaton Levi, 1985
- Micrathena plana (C. L. Koch, 1836)
- Micrathena pungens (Walckenaer, 1841)
- Micrathena pupa Simon, 1897
- Micrathena quadriserrata F. O. Pickard-Cambridge, 1904
- Micrathena raimondi (Taczanowski, 1879)
- Micrathena reali Levi, 1985
- Micrathena reimoseri Mello-Leitão, 1935
- Micrathena rubicundula (Keyserling, 1864)
- Micrathena rufopunctata (Butler, 1873)
- Micrathena ruschii (Mello-Leitão, 1945)
- Micrathena saccata (C. L. Koch, 1836)
- Micrathena sagittata (Walckenaer, 1841)
- Micrathena sanctispiritus Brignoli, 1983
- Micrathena schenkeli Mello-Leitão, 1939
- Micrathena schreibersi (Perty, 1833)
- Micrathena sexspinosa (Hahn, 1822)
- Micrathena shealsi Chickering, 1960
- Micrathena similis Bryant, 1945
- Micrathena soaresi Levi, 1985
- Micrathena spinosa (Linnaeus, 1758)
- Micrathena spinulata F. O. Pickard-Cambridge, 1904
- Micrathena spitzi Mello-Leitão, 1932
- Micrathena striata F. O. Pickard-Cambridge, 1904
- Micrathena stuebeli (Karsch, 1887)
- Micrathena suapurensis González-Sponga, 2009
- Micrathena supamoensis González-Sponga, 2009
- Micrathena swainsoni (Perty, 1833)
- Micrathena teresopolis Levi, 1985
- Micrathena triangularis (C. L. Koch, 1836)
- Micrathena triangularispinosa (De Geer, 1778)
- Micrathena triserrata F. O. Pickard-Cambridge, 1904
- Micrathena tziscao Levi, 1985
- Micrathena ucayali Levi, 1985
- Micrathena venezuelensis González-Sponga, 2009
- Micrathena vigorsi (Perty, 1833)
- Micrathena woytkowskii (Levi, 1985)
- Micrathena yanomami Magalhães & Santos, 2011
- Micrathena zilchi Kraus, 1955

## Publication originale
- Sundevall, 1833 : Conspectus Arachnidum. Londini Gothorum, p. 1-39.